# كاري ويلسون
كاري ويلسون (بالإنجليزية: Carey Wilson)‏ هو منتج أفلام وكاتب سيناريو وممثل أمريكي، ولد في 19 مايو 1889 بفيلادلفيا في الولايات المتحدة، وتوفي في 1 فبراير 1962 بهوليوود في الولايات المتحدة بسبب سكتة.

## أعمال

### أفلام
- (1925) العروس الملثمة
- (1925) بن هور
- (1935) تمرد على السفينة باونتي
- (1947) جرين دولفين ستريت

## ترشيحات
- جائزة الأوسكار لأفضل كتابة، عن عمل: تمرد على السفينة باونتي

## وصلات خارجية
- كاري ويلسون على موقع IMDb (الإنجليزية)
- كاري ويلسون على موقع ألو سيني (الفرنسية)
- كاري ويلسون على موقع أول موفي (الإنجليزية)
- كاري ويلسون على موقع قاعدة بيانات الأفلام السويدية (السويدية)
- كاري ويلسون على موقع قاعدة بيانات الفيلم (الإنجليزية)
- كاري ويلسون على موقع كينوبويسك (الروسية)